# نبرد مشغره
نبرد مشغره (انگلیسی: Battle of Machghara) در ۱۵ دسامبر ۱۲۱۷ به عنوان بخشی از جنگ صلیبی پنجم میان نیروهای مجاری و نیروهای ایوبی در مشغره به وقوع پیوست که در نهایت با پیروزی ایوبیان همراه بود.